# Savannakhet (província)
Savannakhet ou Savannakhét é uma província do Laos. Sua capital é a cidade de Savannakhet.

## Distritos
- Atsaphangthong
- Atsophone
- Champhone
- Khanthaburi
- Nong
- Outhoumphone
- Phin
- Sayburi
- Sayphouthong
- Sephone
- Sonburi
- Songkhone
- Thapanthong
- Viraburi